# Morpho portis
Morpho portis är en fjärilsart som beskrevs av Jacob Hübner 1916/24. Morpho portis ingår i släktet Morpho och familjen praktfjärilar. Inga underarter finns listade i Catalogue of Life.